# Thelairodes paradoxicus
Thelairodes paradoxicus är en tvåvingeart som först beskrevs av Townsend 1917.  Thelairodes paradoxicus ingår i släktet Thelairodes och familjen parasitflugor. Inga underarter finns listade i Catalogue of Life.